# Amorphea
Amorphea o Unikonta è un sottodominio del dominio Eukaryota, suggerito dal biologo inglese Thomas Cavalier-Smith. Cavalier-Smith divide gli eucarioti nei sottodomini Unikonta e Bikonta. I Bikonta hanno un nucleo più semplice degli Unikonta.

## Suddivisioni
Il sottodominio Unikonta può essere diviso nei supergruppi Amoebozoa e Obazoa, quest'ultimo contenente i gruppi Breviatea, Apusomonadida e Opisthokonta, il quale contiene a sua volta i sottogruppi Holomycota, contenente il regno dei Funghi e Holozoa, contenente gli infragruppi Mesomycetozoea, Corallochytrea e Filozoa, quest'ultimo contenente i superregni Filasterea e Choanozoa, con quest'ultimo contenente i regni Choanomonada e Animalia.

## Supergruppo Amebozoi
Gli amebozoi sembrano essere monofiletici con due rami principali: Conosa e Lobosa. La Conosa è suddivisa nell'infraphylum aerobico Semiconosia (Mycetozoa e Variosea) e secondariamente in Archeamoebe anaerobiche. Lobosa è costituita interamente da amebe lobose non flagellate ed è stata suddivisa in due classi: Discosea, che ha cellule appiattite, e Tubulinea, che ha prevalentemente pseudopodi a forma di tubo.

## Supergruppo Obazoi
Questo supergruppo è a sua volta suddiviso nei rispettivi gruppi Apusomonadida, contenente organismi unicellulari flagellati che scivolano sulle superfici e si cibano principalmente di procarioti, e l'altro gruppo denominato Opisthokonta, contenente degli organismi apparentemente molto differenti ovvero quelli compresi nei regni degli animali e dei funghi più alcuni protisti (in particolare quelli del phylum parafiletico Choanozoa). Sia lo studio genetico (basato sullo studio di parecchi geni analizzati separatamente) che quello ultrastrutturale supportano questo clade e sostiene fortemente l'ipotesi che sia monofiletico, secondo le analisi molecolari..
Infatti, quest'ultimo gruppo si divide ulteriormente in due sottogruppi. Il primo, Holomycota, è costituito dai due regni Cristidiscoidea e Fungi. La posizione dei nucleariidi, amebe fagotrofiche unicellulari a vita libera, Opisthosporidia è un gruppo tassonomico proposto recentemente che include gli afelidi, Microsporidia e Cryptomycota, tre gruppi of endoparassiti. come il primo lignaggio di Holomycota suggerisce che animali e funghi hanno acquisito indipendentemente una multicellularità complessa da un antenato unicellulare comune e che lo stile di vita osmotrofico (uno dei segni distintivi dei funghi) è stato originato più tardi nella divergenza di questo lignaggio eucariotico.
Il secondo sottogruppo, più complesso, denominato Holozoa, è un gruppo di organismi che include gli animali e i loro parenti unicellulari più stretti. Questo contiene gli infragruppi Mesomycetozoea (parassiti di pesci e altri animali, intermedi fra funghi e animali, come suggerisce il nome), Corallochytrea (organismo scoperto in formazioni coralline da cui il nome, possedente marchi enzimatici sia animali che fungini, rispettivamente C-14 reduttasi e α-AAR) e infine l'infragruppo Filozoa, includente animali e i loro parenti unicellulari più prossimi (quegli organismi che sono più strettamente correlati agli animali che ai funghi). Si presume che la cellula ancestrale dell'opisthokont possedesse sottili proiezioni filose (a forma di filo) o "tentacoli". In alcuni opistokonti (Mesomycetozoa e Corallochytrium) questi sono andati perduti. Sono trattenuti in Filozoa, dove sono semplici e non affusolati, con un nucleo rigido di fasci di actina (in contrasto con i filopodi flessibili, affusolati e ramificati dei nucleariidi e i rizoidi ramificati e le ife dei funghi).
Quest'ultimo sottogruppo contiene a sua volta due superregni: il primo, Filasterea (piccoli ameboidi tondeggianti con corpo cellulare mononucleato, ricoperti da lunghe e raggianti sporgenze cellulari dette filopodia. Questi filopodi possono essere coinvolti nell'adesione del substrato e nella cattura delle prede), e Choanozoa (comprendente i due regni molto simili di Choanomonada, flagellati simili alle cellule delle spugne, e Animalia, il regno degli Animali propriamente detti, o Metazoi).

## Caratteristiche
Il sottodominio comprende cellule eucariotiche che, per la maggior parte, hanno un singolo flagello emergente o sono amebe senza flagelli. Gli Amorphea, o Unikonti, includono opistokonta (animali, funghi e forme correlate) e Amoebozoa. Al contrario, altri gruppi eucariotici ben noti, che hanno più spesso due flagelli emergenti (sebbene ci siano molte eccezioni), sono spesso classificati nel sottodominio bikonta. Questi includono a loro volta il supergruppo Archaeplastida (esseri viventi capaci di fotosintesi, come piante e loro parenti), i supergruppi SAR, Cryptista, Haptista, Telonemia e picozoa.

## Sistematica
|  | Fungi           |
|  |                 |
|  | Cristidiscoidea |
|  |                 |

|           | Filasterea                                                |
|           |                                                           |
| Choanozoa | \| \| Choanomonada \| \| \| \| \| \| Animalia \| \| \| \| |
|           | \| \| Choanomonada \| \| \| \| \| \| Animalia \| \| \| \| |
|           | Choanomonada                                              |
|           |                                                           |
|           | Animalia                                                  |
|           |                                                           |

|  | Choanomonada |
|  |              |
|  | Animalia     |
|  |              |

|           | Filasterea                                                |
|           |                                                           |
| Choanozoa | \| \| Choanomonada \| \| \| \| \| \| Animalia \| \| \| \| |
|           | \| \| Choanomonada \| \| \| \| \| \| Animalia \| \| \| \| |
|           | Choanomonada                                              |
|           |                                                           |
|           | Animalia                                                  |
|           |                                                           |

|  | Choanomonada |
|  |              |
|  | Animalia     |
|  |              |

|  | Fungi           |
|  |                 |
|  | Cristidiscoidea |
|  |                 |

|           | Filasterea                                                |
|           |                                                           |
| Choanozoa | \| \| Choanomonada \| \| \| \| \| \| Animalia \| \| \| \| |
|           | \| \| Choanomonada \| \| \| \| \| \| Animalia \| \| \| \| |
|           | Choanomonada                                              |
|           |                                                           |
|           | Animalia                                                  |
|           |                                                           |

|  | Choanomonada |
|  |              |
|  | Animalia     |
|  |              |

|           | Filasterea                                                |
|           |                                                           |
| Choanozoa | \| \| Choanomonada \| \| \| \| \| \| Animalia \| \| \| \| |
|           | \| \| Choanomonada \| \| \| \| \| \| Animalia \| \| \| \| |
|           | Choanomonada                                              |
|           |                                                           |
|           | Animalia                                                  |
|           |                                                           |

|  | Choanomonada |
|  |              |
|  | Animalia     |
|  |              |

|  | Fungi           |
|  |                 |
|  | Cristidiscoidea |
|  |                 |

|           | Filasterea                                                |
|           |                                                           |
| Choanozoa | \| \| Choanomonada \| \| \| \| \| \| Animalia \| \| \| \| |
|           | \| \| Choanomonada \| \| \| \| \| \| Animalia \| \| \| \| |
|           | Choanomonada                                              |
|           |                                                           |
|           | Animalia                                                  |
|           |                                                           |

|  | Choanomonada |
|  |              |
|  | Animalia     |
|  |              |

|           | Filasterea                                                |
|           |                                                           |
| Choanozoa | \| \| Choanomonada \| \| \| \| \| \| Animalia \| \| \| \| |
|           | \| \| Choanomonada \| \| \| \| \| \| Animalia \| \| \| \| |
|           | Choanomonada                                              |
|           |                                                           |
|           | Animalia                                                  |
|           |                                                           |

|  | Choanomonada |
|  |              |
|  | Animalia     |
|  |              |

|  | Fungi           |
|  |                 |
|  | Cristidiscoidea |
|  |                 |

|           | Filasterea                                                |
|           |                                                           |
| Choanozoa | \| \| Choanomonada \| \| \| \| \| \| Animalia \| \| \| \| |
|           | \| \| Choanomonada \| \| \| \| \| \| Animalia \| \| \| \| |
|           | Choanomonada                                              |
|           |                                                           |
|           | Animalia                                                  |
|           |                                                           |

|  | Choanomonada |
|  |              |
|  | Animalia     |
|  |              |

|           | Filasterea                                                |
|           |                                                           |
| Choanozoa | \| \| Choanomonada \| \| \| \| \| \| Animalia \| \| \| \| |
|           | \| \| Choanomonada \| \| \| \| \| \| Animalia \| \| \| \| |
|           | Choanomonada                                              |
|           |                                                           |
|           | Animalia                                                  |
|           |                                                           |

|  | Choanomonada |
|  |              |
|  | Animalia     |
|  |              |

|  | Fungi           |
|  |                 |
|  | Cristidiscoidea |
|  |                 |

|           | Filasterea                                                |
|           |                                                           |
| Choanozoa | \| \| Choanomonada \| \| \| \| \| \| Animalia \| \| \| \| |
|           | \| \| Choanomonada \| \| \| \| \| \| Animalia \| \| \| \| |
|           | Choanomonada                                              |
|           |                                                           |
|           | Animalia                                                  |
|           |                                                           |

|  | Choanomonada |
|  |              |
|  | Animalia     |
|  |              |

|           | Filasterea                                                |
|           |                                                           |
| Choanozoa | \| \| Choanomonada \| \| \| \| \| \| Animalia \| \| \| \| |
|           | \| \| Choanomonada \| \| \| \| \| \| Animalia \| \| \| \| |
|           | Choanomonada                                              |
|           |                                                           |
|           | Animalia                                                  |
|           |                                                           |

|  | Choanomonada |
|  |              |
|  | Animalia     |
|  |              |

|  | Fungi           |
|  |                 |
|  | Cristidiscoidea |
|  |                 |

|           | Filasterea                                                |
|           |                                                           |
| Choanozoa | \| \| Choanomonada \| \| \| \| \| \| Animalia \| \| \| \| |
|           | \| \| Choanomonada \| \| \| \| \| \| Animalia \| \| \| \| |
|           | Choanomonada                                              |
|           |                                                           |
|           | Animalia                                                  |
|           |                                                           |

|  | Choanomonada |
|  |              |
|  | Animalia     |
|  |              |

|           | Filasterea                                                |
|           |                                                           |
| Choanozoa | \| \| Choanomonada \| \| \| \| \| \| Animalia \| \| \| \| |
|           | \| \| Choanomonada \| \| \| \| \| \| Animalia \| \| \| \| |
|           | Choanomonada                                              |
|           |                                                           |
|           | Animalia                                                  |
|           |                                                           |

|  | Choanomonada |
|  |              |
|  | Animalia     |
|  |              |

|  | Fungi           |
|  |                 |
|  | Cristidiscoidea |
|  |                 |

|           | Filasterea                                                |
|           |                                                           |
| Choanozoa | \| \| Choanomonada \| \| \| \| \| \| Animalia \| \| \| \| |
|           | \| \| Choanomonada \| \| \| \| \| \| Animalia \| \| \| \| |
|           | Choanomonada                                              |
|           |                                                           |
|           | Animalia                                                  |
|           |                                                           |

|  | Choanomonada |
|  |              |
|  | Animalia     |
|  |              |

|           | Filasterea                                                |
|           |                                                           |
| Choanozoa | \| \| Choanomonada \| \| \| \| \| \| Animalia \| \| \| \| |
|           | \| \| Choanomonada \| \| \| \| \| \| Animalia \| \| \| \| |
|           | Choanomonada                                              |
|           |                                                           |
|           | Animalia                                                  |
|           |                                                           |

|  | Choanomonada |
|  |              |
|  | Animalia     |
|  |              |

|  | Fungi           |
|  |                 |
|  | Cristidiscoidea |
|  |                 |

|           | Filasterea                                                |
|           |                                                           |
| Choanozoa | \| \| Choanomonada \| \| \| \| \| \| Animalia \| \| \| \| |
|           | \| \| Choanomonada \| \| \| \| \| \| Animalia \| \| \| \| |
|           | Choanomonada                                              |
|           |                                                           |
|           | Animalia                                                  |
|           |                                                           |

|  | Choanomonada |
|  |              |
|  | Animalia     |
|  |              |

|           | Filasterea                                                |
|           |                                                           |
| Choanozoa | \| \| Choanomonada \| \| \| \| \| \| Animalia \| \| \| \| |
|           | \| \| Choanomonada \| \| \| \| \| \| Animalia \| \| \| \| |
|           | Choanomonada                                              |
|           |                                                           |
|           | Animalia                                                  |
|           |                                                           |

|  | Choanomonada |
|  |              |
|  | Animalia     |
|  |              |